# بيرزوسا دي بويريبا
بلدية بيرزوسا دي بويريبا (بالإسبانية: Berzosa de Bureba)‏، هي إحدى بلديات مقاطعة برغش، التي تقع في منطقة قشتالة وليون، والتي تقع في شمال غرب إسبانيا.
يبلغ عدد سكانها 50 نسمة وفقاً لإحصائية سنة (2002).